# HD78045
HD78045 — хімічно пекулярна зоря спектрального класу A2, що має видиму зоряну величину в смузі V приблизно 4,0.
Вона  розташована на відстані близько 124,3 світлових років від Сонця.

## Фізичні характеристики
Зоря HD78045 обертається 
порівняно повільно 
навколо своєї осі. Проєкція її екваторіальної швидкості на промінь зору становить Vsin(i)= 34км/сек.

## Пекулярний хімічний склад
Зоряна атмосфера HD78045 має підвищений вміст 
Sr
.